# Eduardo de la Torre Menchaca
Eduardo de la Torre Menchaca, más conocido como Yayo de la Torre, (Guadalajara, Jalisco, 4 de diciembre de 1958) es un exfutbolista y entrenador mexicano que jugaba en la posición de centro delantero. Jugó para el Club Deportivo Guadalajara gran parte de su carrera con excepción de su última temporada que la jugó en el Querétaro Fútbol Club.

## Como jugador

### C. D. Guadalajara
Hijo de Javier De la Torre, legendario exentrenador del campeonísimo de los años 60s, formó parte de una generación importante de las fuerzas básicas del Guadalajara, a finales de los años 70s, fue muy célebre su aparición en el primer equipo del Rebaño, al lado de sus primos José Manuel "Chepo" De la Torre y Néstor de la Torre.
Como centro delantero rojiblanco, se coronó campeón en la Liga 86-87 jugando la final contra los Cementeros del Cruz Azul, con marcador de 3-0 (global de 4-2), el conocido "Yayo" de la Torre marcó 2 para darle al Guadalajara,  su 9° título de liga del fútbol mexicano, quedando en segundo lugar de goleo individual, superado apenas por el Oso Salazar, delantero de la Universidad Autónoma de Guadalajara.

#### Segunda etapa
En 1988 vuelve a vestir la playera rojiblanca, tras un año en el fútbol español, su segunda etapa con las Chivas no tuvo la productividad a la que acostumbró al público, sin embargo se mantuvo en un nivel competitivo.

### Xerez C. D.
También tuvo la oportunidad de ir a Europa para probarse con el Xerez Club Deportivo en 1988 debutando en pretemporada contra el Real Madrid, pero no firmó con el equipo y regresó a México.

### Querétaro F. C.
En 1992 es contratado por el Querétaro y tras un año con la escuadra queretana, decide retirarse de la actividad como futbolista profesional.

### Clubes como jugador
| Club              | País   | Año       |
| ----------------- | ------ | --------- |
| C.D. Guadalajara  | México | 1977-1987 |
| Xerez C. D.       | España | 1987-1988 |
| C. D. Guadalajara | México | 1988-1992 |
| Querétaro F. C.   | México | 1992-1993 |

## Como entrenador
Debutó en la Primera División de México como entrenador, el domingo 12 de enero de 2003, en un partido entre Chivas y Puebla FC, donde el Rebaño Sagrado logró el triunfo con marcador de 2-1, aunque ya había dirigido a Correcaminos de la UAT con anterioridad en 1997. Dirigió al Guadalajara hasta la jornada 10 del Apertura 2003 en donde fue despedido después de perder 2-3 ante el Necaxa, después pasó al Santos Laguna en el Clausura 2004 en donde duró hasta la jornada 15 del Apertura 2005 y después a Jaguares de Chiapas en el Apertura 2006 puesto que ocupó hasta la Jornada 5 del Clausura 2007.
Luego de ser auxiliar de su primo, Chepo, en 2014 se convirtió en director técnico de Monarcas Morelia, en sustitución de Carlos Bustos. Pero solo le duró muy poco el gusto, debido a los malos resultados que presentaba el equipo, más la presión del público por nulo estilo de juego, decidió renunciar, misma que aceptó el club en cuestión.

### Clubes como entrenador
| Club              | País   | Año       |
| ----------------- | ------ | --------- |
| C. D. Guadalajara | México | 2003      |
| Santos Laguna     | México | 2004‐2005 |
| Jaguares          | México | 2006-2007 |
| Monarcas Morelia  | México | 2014      |

## Palmarés

### Como jugador
| Título                     | Club              | Sede   | Año     |
| -------------------------- | ----------------- | ------ | ------- |
| Primera División de México | C. D. Guadalajara | México | 1986-87 |

## Directivo

### Cruz Azul
En 2007, es nombrado vicepresidente deportivo del Cruz Azul, tras dos años en ese puesto, en el que logró que el equipo llegara a las finales del Clausura y Apertura 2008, además de la final de la Liga de Campeones de Concacaf en 2009. En su último torneo como directivo, Clausura 2009, el equipo terminó en el sótano general tras conseguir solo 13 puntos. El 19 de mayo de 2009, De la Torre anunció que terminaba su ciclo como vicepresidente deportivo de La Máquina Celeste.

#### Segunda etapa
En enero del 2016, es contratado por el Cruz Azul, para tomar el puesto de director deportivo, puesto del que sería destituido al finalizar el Clausura 2018 al no clasificar a la liguilla.

### Club Necaxa
En mayo de 2014, llega al Necaxa como director deportivo, función que desempeñó hasta junio del 2015.

## Analista
En 2015, se integra al equipo de analistas de la cadena Fox Sports, principalmente en el programa La Última Palabra hasta la actualidad.